# Васильковский, Антон Степанович
Антон Степанович Васильковский (1824—1895) — русский военачальник, генерал-лейтенант, участник русско-турецкой войны 1877—1878 гг.

## Биография
Антон Васильковский родился в 1824 году, воспитывался во 2-м кадетском корпусе, в службу вступил прапорщиком в 1-й конно-пионерный эскадрон 2 августа 1843 года, в 1845 году вышел в отставку.
В 1847 году он вновь определился на службу в карабинерный герцога Фридриха Мекленбургского полк, в 1851 г. переведён в лейб-гвардии Измайловский полк, в котором и служил до 1871 г., когда был награждён орденом св. Владимира 3-й степени и назначен адъютантом к наследнику цесаревичу Александру Александровичу, а затем и управляющим конторой двора его высочества.
Сопровождая в этой должности наследника цесаревича на театр военных действий с Турцией в 1877—1878 гг., Васильковский принял участие в ряде дел Рущукского отряда, исполняя обязанности начальника Главной квартиры цесаревича, а подчас просто его адъютанта. В сражении при Аблове под Васильковским была убита лошадь; за мужество, проявленное им в этих делах, Васильковский был награждён мечами к ордену Святого Владимира 3-й степени.
Произведённый 1 января 1878 году в генерал-майоры, Васильковский 2 марта 1881 года, на следующий день по восшествии на престол императора Александра III, был назначен в Свиту Его Величества и помощником обер-гофмаршала Высочайшего Двора по хозяйственной части.
В 1888 году Антон Степанович Васильковский был произведён в генерал-лейтенанты.
В 1891 году назначен начальником управления Собственным Его Величества дворцом и заведующим делами Августейших Детей Их Императорских Величеств.
Среди прочих наград имел ордена Святого Станислава 1-й степени (1880 год) и Святой Анны 1-й степени (1883 год) и ряд иностранных орденов.
Антон Степанович Васильковский умер 1 сентября 1895 года на хуторе Берёзовка Курской губернии. Был похоронен, с воинскими почестями и в высочайшем присутствии, в Петербурге на Новодевичьем кладбище; могила утрачена.